# Johnny Stein
Pour les articles homonymes, voir John Stein et Stein.
John Stein, dit Johnny Stein, né vers 1890 en Louisiane et mort le 30 octobre 1962 à La Nouvelle-Orléans, est un batteur et chef d'orchestre de jazz américain, fondateur du Stein’s Dixie Jass Band.
Vers 1915, il constitue son orchestre qui se produit au Pup Café à La Nouvelle-Orléans pour ensuite gagner Chicago et jouer au Booster Club de l'hôtel Morrison, puis au Lamb's Café, situé North Clark Street) (en), et enfin au Schiller's Café. Dans l'orchestre jouent à cette période Alcide Nunez, Eddie Edwards, Nick La Rocca et Henry Ragas qui se sont connus alors qu'ils jouaient dans l'orchestre de Papa Jack Laine. Les affaires ne sont cependant pas florissantes — au point que les musiciens jouent habillés d'imperméables car ils ne peuvent s'acheter de smoking —, et les musiciens se séparent de Johnny Stein, remplacé par Tony Sbarbaro, pour former l'Original Dixieland Jazz Band qui part bientôt pour New York. Stein reste à Chicago et forme un nouvel orchestre pour honorer ses engagements au Schillers Café, avec entre autres le clarinettiste Larry Shields.
À la fin des années 1910, il part pour New York et joue dans l'Original New Orleans Jazz Band (en) où jouent aussi Frank Christian et Achille Baquet, autres anciens de l'orchestre de Papa Jack Laine, mais aussi le futur acteur et humoriste Jimmy Durante.